# رایخاهایزن
رایخاهایزن (به هلندی: Ruigahuizen) یک منطقهٔ مسکونی در هلند است که در گاسترلام واقع شده‌است. رایخاهایزن ۱۲۰ نفر جمعیت دارد.